# 懷氏多鱗鰶
懷氏多鱗鰶為輻鰭魚綱鲱形目鲱科的其中一種，分布於亞洲緬甸的淡水流域，體長可達6.8公分，棲息在河川溪流，可做為食用魚。

## 擴展閱讀
維基物種上的相關：懷氏多鱗鰶